# Shane Warne
Shane Keith Warne (født 13. september 1969 i Melbourne, død 4. marts 2022 i  Koh Samui, Thailand) var en australsk professionel cricketspiller som var kaptajn for Rajasthan Royals. Han var en af de bedste leg spin-bowlere i crickethistorien nogensinde. Fra oktober 2004 havde han rekorden i at tage anden flest gærder (708) i Test cricket. Efter den femte kamp mod England i 2006–2007 Ashes-serien stoppede Warne på det australske landshold. Han spillede en sæson til for Hampshire, før han i marts 2008 skrev under for det indiske hold Rajasthan Royals. I 2008 ledte han holdet frem til finalesejren i Indian Premier League som både kaptajn og træner.